# Mathieu Bollen
Mathieu Marcel Bollen (Genk, 31 december 1928 – Hasselt, 28 augustus 2008) was een Belgisch voetballer en voetbalcoach.

## Loopbaan
Bollen speelde van 1946 tot 1962 bij Waterschei SV Thor, dat met hem als vaak scorende linkermiddenvelder in 1954 voor het eerst in de Eerste klasse was verschenen. In zijn nadagen voetbalde Bollen nog bij Fléron FC, terug een jaar Waterschei SV Thor en bij Hoeselt. In totaal speelde Thieu 189 wedstrijden in Eerste Klasse en scoorde 35 doelpunten. Hij werd topschutter in derde klasse in 1949 en 1950 met respectievelijk 28 en 30 doelpunten. Voor THOR speelde hij in totaal 447 competitiewedstrijden.
Na zijn actieve voetballoopbaan ging hij als trainer werken bij VV Overpelt Fabriek, Diepenbeek en Waterschei, toen weer in de Derde klasse. Bollen verzorgde in het begin van de jaren 70 in Limburg de scouting voor Club Brugge en bracht onder anderen René Vandereycken en Lei Clijsters naar De Klokke. Bij de komst van Ernst Happel naar Club in 1974 werd Bollen gepromoveerd tot diens assistent. Hij zou zeven jaar aan de zijde van de Oostenrijker werken, vijf bij Club en later nog twee bij Standard. Met Happel bouwde hij aan de ploeg die drie titels op rij veroverde en tweemaal tot een Europese finale doordrong.
Na het ietwat bittere afscheid van Happel in november 1978, bleef Bollen als assistent van "Bandi" Beres in Olympia. Naar het einde van het seizoen toe werd hij alsnog tot hoofdtrainer ad interim benoemd, toen Club op een zesde plaats in de competitie stond. Even slaagde Bollen er in het elan van blauw-zwart te herstellen. Nadat Club Waterschei uit de bekerfinale hield (3-0 thuis, 1-4 uit), verloor het die eindstrijd met 1-0 van het Beerschot van o.a. Lozano en Sanon. Club pakte daardoor, amper één jaar na het Wembley-hoogtepunt, naast Europees voetbal.
Op vraag van Happel ging Bollen vervolgens als assistent van de Oostenrijker bij Standard CL aan de slag. Toen Happel twee jaar later naar Hamburg vertrok, werd Bollen in de zomer van 1981 voor de eerste en enige keer hoofdtrainer in de Eerste klasse. Met FC Winterslag, dat onder zijn voorganger Robert Waseige vijfde was geëindigd en de UEFA-beker in mocht, schakelde hij op eigen veld Arsenal uit. De Highbury-triomf kreeg geen voortzetting in de Belgische competitie. Kort voor de winterstop werd Bollen vervangen door Vince Briganti. Dat ontslag betekende het einde van zijn trainersloopbaan. Hij zou daarna nog actief zijn in de jeugdwerking van KRC Genk en als scout.